# Солидарность Самара Арена
«Солида́рность Сама́ра Аре́на» (разг. — «Ко́смос Аре́на») — футбольный стадион в Самаре (Россия), построенный специально к чемпионату мира по футболу 2018 года.
После чемпионата стадион был передан самарскому футбольному клубу «Крылья Советов». Архитектурной особенностью арены являются её «космические» мотивы — купол из металлоконструкций, своим внешним видом отсылающий к космической тематике (Самара — один из центров космической индустрии России).
«Самара Арена» приняла шесть матчей чемпионата мира 2018 года: 4 матча группового этапа (в том числе матч сборной России), а также матчи 1/8 и 1/4 финала .

## Описание
Стадион двухъярусного типа с натуральным газоном, футбольное поле оснащено системами искусственного подогрева и автоматического орошения. Состоит из 4 ярусов: открытые трибуны верхнего и нижнего яруса и два яруса закрытых зрительских лож (скайбоксов) между ними. Под ними расположены 5 ярусов подтрибунного пространства. На эллиптическом основании в два яруса расположены зрительские места. Их полностью укрывает крыша арены. У трибун предусмотрен обогрев.
Купол стадиона — сборная конструкция, состоящая из 32 консолей, установленных на пирамидальные опоры высотой 21,4 метра. Общий вес крыши арены составляет 13 тыс. тонн. Общая площадь кровли составляет 76 тыс. м². Высота стадиона — 60 м.
Диаметр стадиона превышает диаметр московских «Лужников» и составляет порядка 330 метров.
На высоте 44 метра от уровня футбольного поля к металлическим конструкциям купола стадиона подвешены информационные экраны. Площадь каждого табло составляет 172 квадратных метра, размер — 18 на 9,6 метра.
Территория стадиона: 27 га.
Расчётная вместимость: 44 918 зрительских мест.
На стадионе установлены кресла нестандартных размеров для посетителей с лишним весом.
Для инвалидов оборудованы 38 лифтов (с кнопками вызова экстренной помощи) для удобства поднятия на трибуны, предусмотрены пандусы со специальным нескользящим покрытием и травмобезопасными перилами, дверные проёмы увеличенной ширины и без порогов, на трибунах выделены специальные обзорные зоны, в которых предусмотрено пространство для инвалидных колясок и сопровождающих лиц.
В ноябре 2014 года проект стадиона «Самара Арена» получил высокую оценку в сфере энергосбережения и экологии от международной компании «JLL» и удостоился рейтинга «Good» по стандарту экологической сертификации «BREEAM».
В марте 2019 года портал StadiumDB.com обнародовал результаты голосований за лучшие стадионы прошедшего года — «Самара Арена» заняла второе место в голосовании болельщиков и третье место в голосовании профессионального жюри.
Подняться на трибуны инвалиды могут на лифтах (их на стадионе 38).

### Расположение

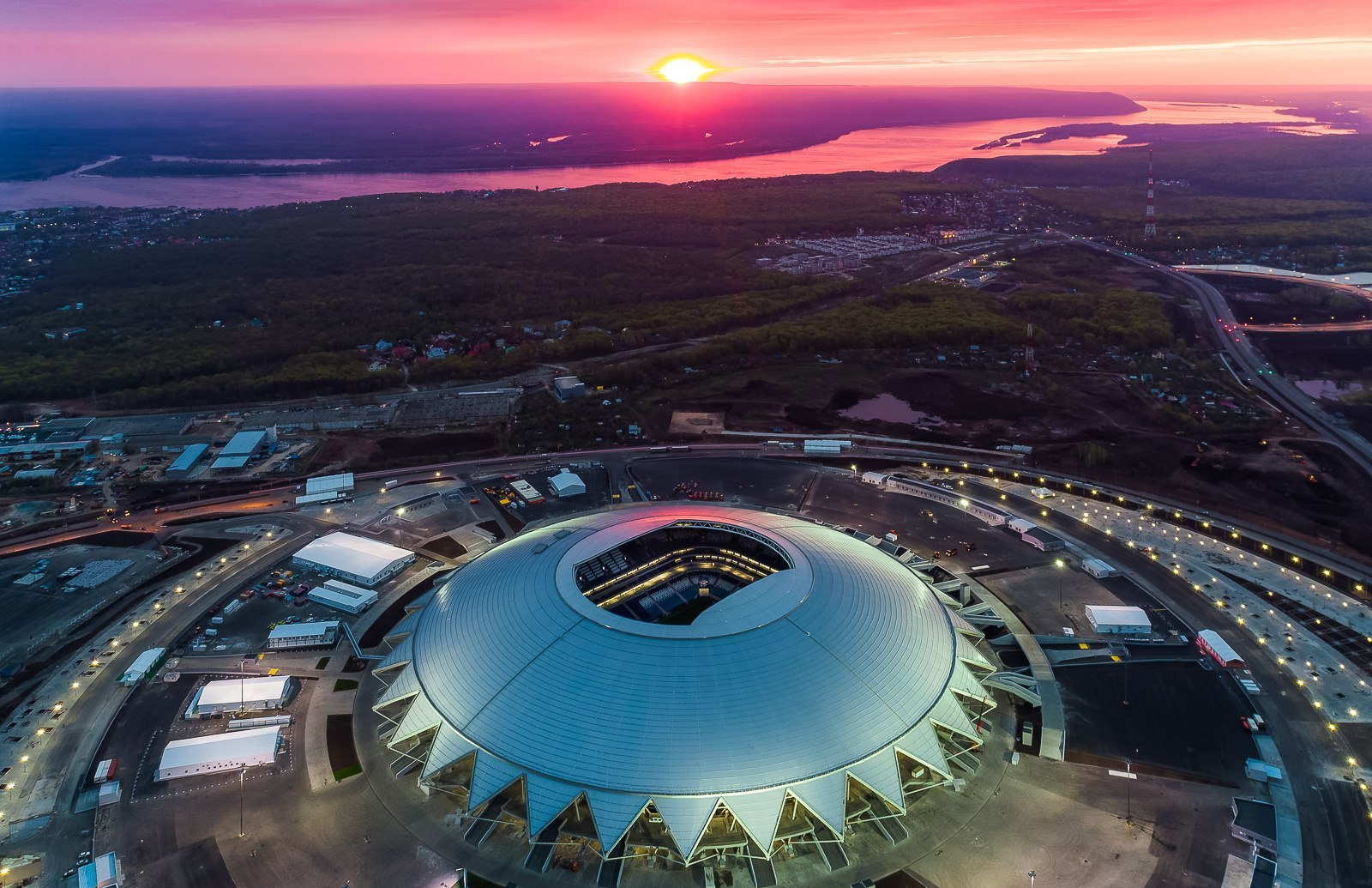
Стадион с видом на Волгу

Стадион «Самара Арена» расположен в северо-западной части Самары, в границах Московского и Волжского шоссе, улиц Дальняя и Арена 2018. Арена находится на самой высокой точке города.
Расстояние от железнодорожного вокзала до стадиона — 15 километров, от аэропорта «Курумоч» — 32 километра.

## Строительство

### Выбор места
Первоначально стадион планировалось построить на стрелке рек Волга и Самара. Площадь участка составляла 27—40 гектаров. Именно этот проект был представлен и одобрен экспертам ФИФА. Но некоторые самарские архитекторы, девелоперы, градостроители и представители общественности скептически относились к возможности возведения стадиона на стрелке рек Волги и Самары из-за необоснованно высокой стоимости, чрезмерной удалённости от самарского аэропорта «Курумоч» и ограничений для развития транспортной инфраструктуры в старой узкодорожной части города, а также из-за угрозы сноса ряда исторических зданий, необходимости почти полной перекладки всех коммуникаций и значительных насыпных работ в зоне строительства, которая является также и зоной возможного затопления. Ввиду чего, уже после визита и предоставления первоначального проекта представителями ФИФА, стали рассматриваться несколько других площадок — территория завода имени Масленникова, остров Коровий, район Красного Пахаря, ипподром.
В итоге была выбрана площадка Радиоцентра в посёлке Сорокины хутора и фанаты клуба «Крылья Советов» окрестили новый стадион «Сохуа́р», хотя на тот момент рассматривался вариант «Жигули́-Аре́на».

### Начало
|                                                    |  |  |  |
| Старт строительства дал Президент России В.В.Путин |  |  |  |

21 июля 2014 года Президент РФ Владимир Путин в рамках рабочего визита в Самару принял участие в церемонии закладки капсулы, которая дала старт строительству нового стадиона к Чемпионату мира по футболу 2018 года. В церемонии также приняли участие министр спорта России Виталий Мутко и губернатор Самарской области Николай Меркушкин.

### Окончание
21 апреля 2018 года заместитель председателя правительства РФ Виталий Мутко заявил об окончании строительства стадиона и об официальном начале его эксплуатации с 25 апреля 2018 года. 28 апреля на стадионе прошёл первый тестовый футбольный матч, в котором сыграли самарский клуб «Крылья Советов» и воронежский «Факел».

## Инфраструктура
К стадиону «Самара Арена» была построена улица Арена 2018 и реконструирована улица Дальняя. На территории городского района Радиоцентр расположены 9 внутриквартальных проездов.
На территории Радиоцентра был построен вертолётный центр и проведена трамвайная ветка.
На время матчей чемпионата мира, согласно технической документации, на стадионе предполагалось организовать свыше 30 круглосуточных постов охраны, системы охранной и тревожной сигнализаций, средств оповещения, металлодетекторов, систем радиационного контроля, индикаторов опасных жидкостей, комплектов экспресс-анализа наличия следов взрывчатых веществ, блокираторов радиоуправляемых взрывных устройств, средства связи.

## Чемпионат мира по футболу 2018

### Матчи

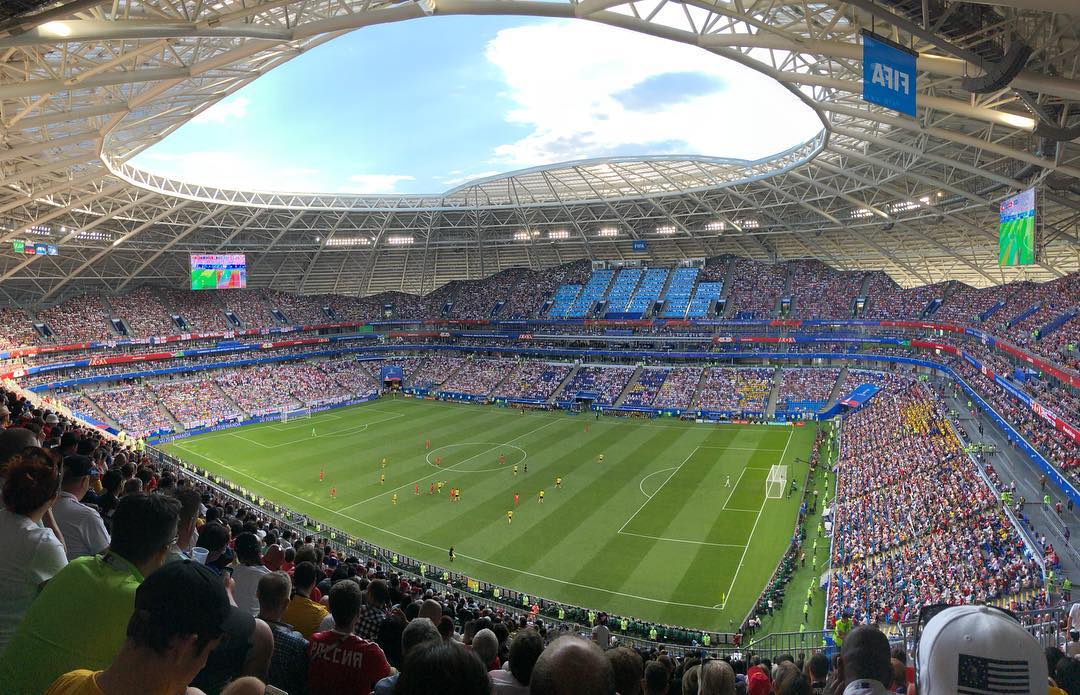
Матч 1/4 финала: Швеция-Англия

| Дата         | Команда № 1 | Счёт | Команда № 2 | Этап       | Посещаемость | Заполняемость | Источник |
| ------------ | ----------- | ---- | ----------- | ---------- | ------------ | ------------- | -------- |
| 17 июня 2018 | Коста-Рика  | 0:1  | Сербия      | Группа E   | 41 432       | 98,72%        | [ 29 ]   |
| 21 июня 2018 | Дания       | 1:1  | Австралия   | Группа C   | 40 727       | 97,04%        | [ 30 ]   |
| 25 июня 2018 | Уругвай     | 3:0  | Россия      | Группа A   | 41 970       | 100,00%       | [ 31 ]   |
| 28 июня 2018 | Сенегал     | 0:1  | Колумбия    | Группа H   | 41 970       | 100,00%       | [ 32 ]   |
| 2 июля 2018  | Бразилия    | 2:0  | Мексика     | 1/8 финала | 41 970       | 100,00%       | [ 33 ]   |
| 7 июля 2018  | Швеция      | 0:2  | Англия      | 1/4 финала | 39 991       | 95,28%        | [ 34 ]   |

## После чемпионата мира 2018
Стадион находится под управлением ФГУП «Спорт-Инжиниринг». В сентябре 2018 года у спортивного объекта появились долги. Из-за проблем с финансированием стадиона отключали систему освещения и появились проблемы с системой пожаротушения.
22 мая 2019 года на стадионе прошёл финал кубка России по футболу между «Локомотивом» и «Уралом» (1:0). Матч посетили 38 018 зрителей.
29 июля 2020 года стало известно о том, что на арену временно переедет дебютант ФНЛ тольяттинский «Акрон» в связи с проведением дополнительных строительных работ на основном поле команды в Жигулёвске, завершить которые планируется к середине августа.
2 апреля 2021 года в новостях появилась информация, что теперь стадион будет называться «Солидарность Арена». Переименование прошло в рамках соглашения с одноимённым банком. 3 апреля сооружение было открыто после ремонта горизонтальной металлической конструкции.
В апреле 2021 года стало понятно, что судебное противостояние бенефициара производственно-строительного объединения «Казань» (ПСО) Равиля Зиганшина и организации, эксплуатирующей стадион «Самара Арена», зашло в тупик.[уточнить] 12 апреля судья арбитражного суда Москвы Артур Авагимян продлил срок проведения экспертизы ещё на 20 дней.
2 октября 2021 года на стадионе прошёл финал Кубка России по футболу между женскими командами «Локомотива» и «Зенита».
31 июля 2022 года на стадионе открылся музей «Крыльев Советов».

## Инциденты
4 ноября 2019 года после окончания матча чемпионата России между «Крыльями Советов» и казанским «Рубином» стюард потерял сознание, сотрудники скорой помощи, проводящие медицинское сопровождение матча, оперативно прибыли к месту нахождения пострадавшего и зафиксировали у него остановку сердца.
17 февраля 2021 года стало известно о том, что на «Самара-Арене» одновременно лопнули две горизонтальные металлоконструкции, 1 марта стадион был закрыт на ремонт.
11 декабря 2021 года во время проведения матча между «Крыльями Советов» и «Рубином», одному из болельщиков стало плохо, и сразу после матча он умер.

## Команды
- «Крылья Советов» — футбольный клуб, выступающий в чемпионате России
- «Акрон» — футбольный клуб, выступающий в чемпионате России
- Сборная России по футболу
- Женская сборная России по футболу (до 17 лет)

## Мероприятия

### Футбольные
- Чемпионат мира по футболу ➤
- Чемпионат России по футболу
- Кубок России по футболу
- Кубок России по футболу среди женщин
- Первенство Футбольной национальной лиги
- Первенство Профессиональной футбольной лиги
- Российско-китайские молодёжные игры (девушки, до 17 лет)[47]

| Футбольные матчи на стадионе | Футбольные матчи на стадионе                             | Футбольные матчи на стадионе | Футбольные матчи на стадионе | Футбольные матчи на стадионе | Футбольные матчи на стадионе | Футбольные матчи на стадионе | Футбольные матчи на стадионе | Футбольные матчи на стадионе | Футбольные матчи на стадионе |
| Номер                        | Турнир                                                   | Хозяин                       | Игр                          | Выигрыш                      | Ничьи                        | Поражения                    | Разница мячей                | Посещаемость                 | % зап.                       |
| ---------------------------- | -------------------------------------------------------- | ---------------------------- | ---------------------------- | ---------------------------- | ---------------------------- | ---------------------------- | ---------------------------- | ---------------------------- | ---------------------------- |
| 1                            | Первенство ФНЛ 2017/2018                                 | Крылья Советов               | 2                            | 2                            | 0                            | 0                            | 3—1                          | 54 636                       | 65,09%                       |
| 2                            | Первенство ПФЛ 2017/2018                                 | Лада-Тольятти                | 1                            | 1                            | 0                            | 0                            | 2—1                          | 8127                         | 9,68%                        |
| 3                            | Чемпионат мира по футболу 2018                           | —                            | 6                            | 2                            | 1                            | 3                            | 6—5                          | 248 060                      | 98,51%                       |
| 4                            | Чемпионат России по футболу 2018/2019                    | Крылья Советов               | 15                           | 5                            | 2                            | 8                            | 11—15                        | 287 725                      | 45,70%                       |
| 4.1                          | Чемпионат России по футболу 2018/2019 (переходные матчи) | Крылья Советов               | 1                            | 0                            | 0                            | 1                            | 1—2                          | 23 441                       | 55,85%                       |
| 5                            | Кубок России по футболу 2018/2019                        | —                            | 2                            | 1                            | 0                            | 1                            | 2—2                          | 49 111                       | 58,51%                       |
| 6                            | Чемпионат России по футболу 2019/2020                    | Крылья Советов               | 14                           | 2                            | 4                            | 8                            | 13—18                        | 195 170                      | 33,22%                       |
| 7                            | Первенство ФНЛ 2020/2021                                 | Крылья Советов               | 18                           | 16                           | 1                            | 1                            | 56—7                         | 75 467                       | 9,99%                        |
| 7                            | Первенство ФНЛ 2020/2021                                 | Акрон                        | 1                            | 1                            | 0                            | 0                            | 2—1                          | 1876                         | 4,47%                        |
| 8                            | Кубок России по футболу 2020/2021                        | Крылья Советов               | 3                            | 3                            | 0                            | 0                            | 10—0                         | 18 977                       | 15,07%                       |
| 9                            | Товарищеский матч 2021                                   | Крылья Советов               | 1                            | 0                            | 0                            | 1                            | 0—1                          | —                            | —                            |
| 10                           | Кубок России по футболу среди женщин 2021                | Локомотив (Москва)           | 1                            | 1                            | 0                            | 0                            | 1—0                          | 500                          | 1,19%                        |
| 11                           | Чемпионат России по футболу 2021/2022                    | Крылья Советов               | 14                           | 7                            | 3                            | 4                            | 25—14                        | 93 299                       | 15,88%                       |
| 12                           | Чемпионат России по футболу 2022/2023                    | Крылья Советов               |                              |                              |                              |                              |                              |                              |                              |
| 13                           | Кубок России по футболу 2022/2023                        | Крылья Советов               |                              |                              |                              |                              |                              |                              |                              |
| ИТОГО                        | ИТОГО                                                    | ИТОГО                        | 79                           | 41                           | 11                           | 27                           | 132—67                       | 1 056 389                    | 31,86%                       |

### Концертные
- Группа «Ленинград»: 30 июня 2019[48]
- Российская студенческая весна: 18—24 мая 2022[49]